# ニュース845北九州
『ニュース845北九州』（ニュースはちよんご きたきゅうしゅう）は、NHK北九州放送局で放送の、福岡県内（特に関門・北九州・筑豊地方）の1日のニュース・話題などを伝える15分間の『NHKニュース』のローカルニュース番組である。

## 概要
2008年3月31日スタート。北九州局はこの時間帯のニュースとして長らく福岡局の『ニュース845福岡』などを放送してきたが、地域密着の観点から同年3月28日をもってネットを打ち切り、31日からは原則として局独自で放送することになった。北九州局制作・放送のテレビニュース番組は、この番組と夕方のニュース（『ニュースブリッジ北九州』）のみであり、それ以外のローカルニュースは福岡局制作のものをそのまま放送する。
福岡局エリアの事件・事故・話題などについては福岡局の素材を使い、山口県下関市などの事件・事故・話題などについては山口局の素材を使っている。速報性の高いニュースが入ってきた場合には、福岡局からのニュースに切り替えることがある。この場合でも基本的に北九州局のアナウンサーは出演する。

## 放送時間
- 月曜 - 金曜 20:45 - 21:00 （北九州総合テレビ）
  - 祝日及び年末年始は休止し、20:55 - 21:00に拠点の福岡放送局から「九州・沖縄のニュース・気象情報」を5分間放送する（12月31日を除く）。

## 担当者
- 田中秀喜（北九州局アナウンサー）
- 富田典保（同上）
- 神戸和貴（同上）

※原則として契約キャスターは基本的に出演しない。